# Melanopareia bitorquata
Il pettolunato dal doppio collare o pettolunato bicollare (Melanopareia bitorquata (d'Orbidny & Lafresnaye, 1837)) è uccello passeriforme appartenente alla famiglia Melanopareiidae.

## Etimologia
Il nome scientifico della specie, bitorquata, deriva dal latino e significa "munita di due torque", in riferimento alle bande scure presenti sul collo: il nome comune altro non è che la traduzione di quello scientifico.

## Descrizione

### Dimensioni
Misura 14,5 cm di lunghezza, per 17-20 g di peso: a parità d'età, i maschi sono leggermente più grossi e pesanti rispetto alle femmine.

### Aspetto
Si tratta di uccelletti dall'aspetto paffuto e massiccio, muniti di grossa testa arrotondata e allungata dal becco conico piuttosto corto e sottile, zampe forti e piuttosto lunghe, ali appuntite e coda lunga quanto il corpo, piuttosto sottile e dall'estremità squadrata. Nel complesso, il pettolunato dal doppio collare risulta molto simile all'affine (e secondo molti conspecifico) pettolunato dal collare, rispetto al quale presenta colorazione più carica e tendente al rossiccio, specie dorsalmente, ed ovviamente (come intuibile dal nome comune e dal nome scientifico) collare pettorale più sviluppato.
Il piumaggio si presenta di colore bruno su fronte, vertice e nuca, nonché su copritrici (sebbene le primarie siano molto più scure e tendenti al bruno-nerastro, con orlo bianco) e remiganti, groppa e coda: dai lati del becco parte una sottile banda nerastra che i allarga dopo gli occhi andando a raggiungere l'area auricolare e scendendo attraverso le guance lungo i lati del collo, orlata superiormente da un "sopracciglio" di color bianco crema, a sua volta orlato superiormente da una sottilissima linea nerastra che lo separa dal bruno cefalico. La gola è beige-aranciata, ed anche il petto è dello stesso colore, che tende a schiarirsi sul ventre e sul sottocoda: la colorazione di gola e petto è separata da una banda trasversale nerastra a forma di mezzaluna che va da una spalla all'altra, sormontata da una banda più o meno dello stesso spessore, ma di colore bianco sporco. Il nero pettorale e quello del collo non si congiungono ma sono separati da pochi millimetri di penne brune, a dare la sensazione che l'animale porti un collare bianco e nero (da cui il nome comune ed il nome scientifico): il dorso è bruno-rossiccio.
Il becco è di colore nero-bluastro, le zampe sono giallo-aranciate con artigli bianco-grigiastri e gli occhi sono di colore bruno-rossiccio.

## Biologia
Si tratta di uccelli dalle abitudini di vita essenzialmente diurne e tendenzialmente solitarie, sebbene sia possibile osservarli di tanto in tanto anche in coppie: essi passano la maggior parte della giornata al suolo oppure fra i rami bassi degli alberi, verosimilmente dedicandosi alla ricerca del cibo.
Il richiamo di questi uccelli è composto da serie di 3-6 note staccate fra loro, alte, corte e monotone.

### Alimentazione
La dieta di questi animali rimane ignota.

### Riproduzione
Mancano dati circa la riproduzione, anche in virtù del fatto che per lungo tempo il pettolunato dal doppio collare è stato considerato una sottospecie e come tale non studiato in maniera approfondita.

## Distribuzione e habitat
La specie è diffusa in Sudamerica centro-settentrionale, popolando un areale che va dal nord-est della Bolivia (dipartimento di Santa Cruz) alle propaggini occidentali del Mato Grosso.
Questi uccelli sono abitatori della savana, prediligendo le aree secche ed a scarsa copertura erbosa, ma con presenza di cespugli o alberi isolati.

## Tassonomia
Per lungo tempo, il pettolunato dal doppio collare è stato considerato una sottospecie (o addirittura una variante locale della sottospecie rufescens) del pettolunato dal collare, col nome di M. torquata bitorquata: sebbene alcuni autori continuino ad utilizzare tale classificazione, le due popolazioni sono state recentemente separate sulla base delle differenze nella colorazione del piumaggio, tuttavia sono necessari in futuro ulteriori studi di carattere molecolare per accertarne l'effettiva distanza filogenetica.